# ديميتري لازاروف
ديميتري لازاروف هو لاعب هوكي الجليد بلغاري، ولد في 18 يونيو 1946.

## وصلات خارجية
- ديميتري لازاروف على موقع EliteProspects.com (الإنجليزية)
- ديميتري لازاروف على موقع اللجنة الأولمبية الدولية (الإنجليزية)
- ديميتري لازاروف على موقع أوليمبيديا (الإنجليزية)